# Diplomacia coercitiva
Diplomacia coercitiva o "persuasión contundente" es el "intento de conseguir una meta, un estado, un grupo (o grupos) dentro de un estado, o un actor no estatal para cambiar su comportamiento objetable, ya sea a través de la amenaza del uso de la fuerza o el uso real de limitada la fuerza ". Este término también se refiere a la "diplomacia presuponiendo el uso o la amenaza del uso de la fuerza militar para lograr objetivos políticos." Diplomacia coercitiva "es esencialmente una estrategia diplomática, que se basa en la amenaza de la fuerza en lugar del uso de la fuerza. Si la fuerza debe ser usada para fortalecer los esfuerzos diplomáticos a persuasión, se emplea de una manera ejemplar, en la forma de muy limitada acción militar, para demostrar la disposición y resolución para escalar a los altos niveles de la acción militar si fuera necesario ".
Diplomacia coercitiva puede más claramente descrito como "una estrategia político-diplomática que pretende incidir la voluntad o incentivo estructura de un adversario. Es una estrategia que combina amenazas de fuerza, y de ser necesario, el uso limitado y selectivo de la fuerza en discretas e incrementos controlados, dentro de una estrategia de regateando que incluye incentivos positivos. El objetivo es inducir a un adversario para dar cumplimiento con sus demandas, o para negociar el compromiso más favorable posible, mientras que la gestión de la crisis simultáneamente para evitar que la escalada militar no deseado ".
Según lo distinguido de teoría de la disuasión, que es una estrategia dirigida a un adversario para disuadirlo de emprender una acción aún no se ha iniciado, la diplomacia coercitiva conlleva esfuerzos para persuadir a un oponente a detener o revertir una acción. Su tarea central es " a crear en el adversario la expectativa de costos de magnitud suficiente para erosionar su motivación para continuar lo que está haciendo." Diplomacia coercitiva intenta que sea una fuerza mucho más "flexibles, refinado psicológica instrumento de la política, en contraste con el 'rápida y decisiva' estrategia militar, que utiliza la fuerza como un instrumento contundente."

## Antecedentes
El término 'diplomacia coercitiva' cae bajo la teoría de la coacción como herramienta Política Exterior . En sus libro The Dynamics of Coercion-American Foreign Policy and the Limits of Military Might, Daniel Byman y Matthew Waxman definir la diplomacia coercitiva como "conseguir el adversario a actuar de cierta manera a través de cualquier cosa menos de la fuerza bruta; adversario todavía debe tener la capacidad de la violencia organizada, pero optar por no ejercerlo." . Estrategia de coacción "se basa en la amenaza de la futura fuerza militar para influir en la toma de decisiones de un adversario, pero también puede incluir usos limitados de fuerza real." Joseph Nye hace hincapié en que la diplomacia coercitiva depende de la credibilidad y el costo de la amenaza. "Si una amenaza no es creíble, puede dejar de producir la aceptación 'y' que es puede conducir a costos para la reputación del Estado que ejerce la coacción. En general, las amenazas son costosos cuando fallan, no sólo en el fomento de la resistencia en el objetivo , sino también para influir negativamente terceros observando el resultado ".
Una estrategia comúnmente asociado con la teoría de la coacción y la diplomacia coercitiva es el concepto de la disuasión, o "el mantenimiento del poder militar con el propósito de ataque desalentador." El término disuasión se diferencia de la diplomacia coercitiva. En su influyente obra, Arms and Influence', Thomas Schelling propone un concepto general de la teoría de la coacción a medida que emerge más allá de la disuasión. Según Schelling, la disuasión no es más que una amenaza pasiva dirigida a mantener un adversario de la actuación. Es sólo una amenaza. "Iniciativa se coloca sobre el oponente para tomar la primera acción que desencadenando una respuesta del coercer". Schelling considera que la disuasión no presenta "una imagen completa de la coerción, lo que lleva Schelling para introducir el concepto de la 'compellence'." 
'Compellence' , en contraste con la 'disuasión', desplaza la iniciativa para la primera acción a la coercedor. Si bien la disuasión implica esperar pasivamente en la esperanza de no ver una respuesta, 'compellence' está activo, por lo tanto, "la inducción de su retirada o su aquiescencia o su colaboración en una acción que amenaza con hacer daño." 
Cuando diferenciando entre la disuasión y la compulsión, la disuasión puede ser descrito como "trazando una línea en la arena" y actuando sólo si el adversario lo atraviesa; por el contrario, 'compellence' "requiere que el castigo se administrará hasta que los otros actos, más bien que si actúa" como en la disuasión. "La coerción compuesto tanto 'compellence' y la disuasión es acerca de la acción y la inacción."
Alexander L. George, un estudioso de las relaciones internacionales y exprofesor de ciencias políticas en la Universidad de Stanford, fue un pionero en el campo de la psicología política. Como Schelling ante él, Alexander George trabajó para crear una estrategia diplomática de la coerción; la suya fue la teoría de la diplomacia coercitiva. A diferencia de Schelling, la teoría de George de 'diplomacia coercitiva' es diferente de 'guerra coercitiva' de Schelling, de que él creía que la diplomacia coercitiva era" un subconjunto de la coerción y 'compellence'. "Él lo veía como que incluya acciones de Compellent-"defensivas" solamente: para forzar el objetivo de detener o revertir medidas ya adoptadas, en lugar de un objetivo ofensivo de obligarlos a hacer algo ;... la diplomacia coercitiva esencialmente es la realización de una "zanahoria y palo" filosofía. Motivación se utiliza para inducir el objetivo de someter a sus deseos, mientras que apareciendo amenazando al mismo tiempo"

## Marco para la diplomacia coercitiva
De acuerdo con Alexander George, diplomacia coercitiva busca alcanzar tres objetivos. En primer lugar, trata de persuadir a un adversario a apartarse de su objetivo. En segundo lugar, se trata de convencer a un adversario para revertir una acción ya tomada. En tercer lugar, puede convencer a un adversario para hacer "cambios fundamentales en su gobierno." 
Cuando construyendo una estrategia de diplomacia coercitiva, las autoridades deben considerar ciertas variables o "cajas vacías" que deben ser llenados. Ellos deben decidir "qué demanda del oponente; si y cómo crear un sentido de urgencia para el cumplimiento de la demanda; si, y qué tipo de castigo para amenazar en caso de incumplimiento; y si se debe confiar únicamente en la amenaza de castigo o también á ofrecer incentivos condicionales de un carácter positivo para asegurar la aceptación de la demanda ".
Alexander George desarrolló un marco en el que una serie de "variantes" o métodos de uso de diplomacia coercitiva podría ser desplegado para lograr esos objetivos. Estas variantes incluyen las siguientes:
1. Ultimátum
2. Tácito Ultimátum
3. Intentar-y-ver
4. Torneado Gradual del tornillo

La primera variante de la estrategia de "diplomacia coercitiva" es el clásico 'ultimátum'. Un ultimátum en sí tiene tres componentes distintos: "a la demanda sobre el oponente; un límite de tiempo o sensación de urgencia para el cumplimiento de la demanda; y una amenaza de castigo por incumplimiento que es a la vez creíble para el oponente y lo suficientemente potente como para convencer a él que el cumplimiento es preferible ".
'Ultimátum tácito' es similar a 'ultimátum', excepto que no establece un límite de tiempo explícito.
La tercera variante de la diplomacia coercitiva, el 'Intentar-y-ver', direcciones estrictamente el primer componente de la variante 'ultimátum', "una demanda sobre el oponente." No hay plazo establecido, ninguna sensación de urgencia transmitida, en lugar la coercedor hace una sola amenaza o toma una sola acción "para persuadir al oponente antes de amenazar o tomar un paso más."
Por último, el 'Torneado Gradual del tornillo' enfoque es similar al método 'Intentar-y-ver' en que hace una amenaza, pero luego "que se en depende la amenaza de un aumento gradual, incremental de la presión coercitiva en lugar de amenazar una gran escalada de la acción militar fuerte decisivo, si el oponente no cumple ".
Cuando se utiliza la estrategia de diplomacia coercitiva, es importante entender que los responsables de las políticas pueden cambiar de una variante a otra en función del éxito de cada paso que se da.

## Requisitos para el éxito
Entre las numerosas teorías sobre la diplomacia coercitiva, Peter Viggo Jakobsen (1998) política ideal identifica sucintamente las cuatro condiciones clave del coercedor debe cumplir para maximizar las posibilidades de éxito para parar o deshacer los actos de agresión:
1. Una amenaza de la fuerza para derrotar al oponente o negar sus objetivos rápidamente con bajo costo.
2. Un plazo para su cumplimiento.
3. Una garantía al adversario contra las demandas futuras.
4. Una oferta de incentivos para el cumplimiento.

El primer requisito en la 'política ideal' de Jakobsen es hacer que la amenaza tan grande que el incumplimiento será demasiado costoso para los actores que resisten. El segundo requisito exige que después de la maximización de la credibilidad de la amenaza, el coercedor debe fijar un plazo concreto, ya que el no estableciendo una fecha límite para su cumplimiento "es probable que se interpreta como evidencia de que el coercedor carece de voluntad para poner en práctica la amenaza." Aseguramiento contra nuevas demandas también debe llevarse a cabo para un mayor posibilidad de éxito. Jakobsen señala que el incentivo para cumplir con las demandas de la coercer se reducirá significativamente si el actor resistir teme cumplimiento se limita a invitar a más demandas. El último requisito para la coerción de éxito es el uso eficaz de los incentivos, que son facilitadores importantes que se utilizan para dar más credibilidad y garantía.

## Estudios de casos diplomacia coercitiva
Éxito:
Presidente John F. Kennedy utilizado la diplomacia coercitiva con éxito en 1962, cuando fue capaz de encontrar una solución pacífica a la crisis de los misiles de Cuba y evitar la posible guerra entre el Estados Unidos y Unión Soviética. Cuando Kennedy se enteró del intento de la Unión Soviética para desplegar cuarenta y dos de rango medio y veinticuatro de alcance intermedio misiles balísticos en Cuba, estableció un bloqueo naval y amenazó a una invasión de Cuba con fuerza para eliminar los misiles ya están allí.
En lugar de recurrir a una estrategia estrictamente militar para expulsar por la fuerza a los misiles, Kennedy decidió utilizar la diplomacia coercitiva. Él inició esta estrategia por la primera utilizando el enfoque de 'Intentar-y-ver'. El bloqueo naval gigante junto con una acumulación masiva de las fuerzas militares de Estados Unidos, fue un mensaje á Khruschev para persuadirlo de que los EE. UU. era capaz y está dispuesto a usar la fuerza si es necesario para eliminar esta amenaza de los misiles de Cuba. El bloqueo limitado la confrontación con Kennedy y Khruschev más bien que devenir en una guerra total. Debido a bloqueo naval dura de Kennedy, Kruschev "dirigida a todos los buques de la soviéticos que transportan misiles soviéticos y otros equipos militares a Cuba para convertir inmediatamente de nuevo."
A intensificar la estrategia de diplomacia coercitiva, Kennedy alterado desde enfoque 'Intentar-y-ver' en un híbrido de un 'ultimátum' virtual y un-and-the zanahoria enfoque palo. Kennedy se dirigió a la sensación de urgencia sobre la creciente situación hostil por mantenerse firme y el endurecimiento del bloqueo naval, así como la transmisión a Khruschev la continua amenaza de una posible invasión de Cuba. Como resultado de la utilización con éxito de Kennedy de la diplomacia coercitiva añadido concesiones negociadas, Khruschev aceptó retirar los misiles en su lugar y de descontinuar el despliegue de nuevos misiles en Cuba mientras que los EE. UU. acordó retirar sus misiles Júpiter estacionados en Turquía y de cancelar cualquier invasión de Cuba.
Fracaso:
Durante el 1990/91 Guerra del Golfo, la diplomacia coercitiva no logró persuadir a Saddam Hussein para salir de Kuwait y mover sus fuerzas militares a Irak; aunque el uso de la disuasión efectiva convenció al presidente iraquí que él no podía invadir más al sur, á Arabia Saudita, se hizo poco para expulsarlo de Kuwait.
Inicialmente, el gobierno de Bush, junto con las Naciones Unidas emitió sanciones para presionar a Irak para retirar las tropas dentro de Kuwait. Los Consejo de Seguridad de las Naciones Unidas impuestas las sanciones económicas por la imposición de un embargo a las importaciones y exportaciones de Irak. Esta etapa inicial de la crisis era intento por los Estados Unidos de utilizar la variante diplomática coercitiva 'Torneado Gradual del tornillo' para aplicar presión sobre Saddam Hussein de cumplir con las demandas de abandonar Kuwait.
A continuación, el Administración Bush, junto con el Consejo de Seguridad de la ONU, utiliza la variante 'ultimátum' estableciendo una fecha límite de 15 de enero de 1991, para la retirada de las tropas iraquíes de Kuwait. Cuando este plazo llegó y pasó, sin el cumplimiento de Saddam Hussein, la Operación Tormenta del Desierto comenzó y la fuerza militar se utiliza para eliminar las fuerzas iraquíes de Kuwait. A pesar de la masiva acumulación de fuerzas de Estados Unidos a lo largo de la frontera con Arabia Saudita / Kuwait, las sanciones económicas, y una fecha límite para la retirada declarada, Saddam Hussein no se pudo quitar sus fuerzas. En este caso, la diplomacia coercitiva falló, dando lugar a la Guerra del Golfo, que se los Estados Unidos y las fuerzas de la coalición tuvieron éxito en la eliminación de las tropas de Saddam Hussein de Kuwait.